# José García Vaso
José García-Vaso Linares (Cartagena, 1868-1949) fue un abogado, periodista y político español, alcalde de Cartagena y diputado en las Cortes Generales durante el reinado de Alfonso XIII (1918). Durante la I República y el Cantón de Cartagena (1873-74) era un niño.

## Biografía
Nació en 1868 en el seno de una familia burguesa de Cartagena. Su padre tenía un almacén de salazón, y su madre Josefa Basso era descendientes de italianos llegados a la ciudad en el siglo XVIII. El apellido Basso fue transcrito por error como Vaso en el Registro Civil, quedando de esta forma castellanizada.
Su juventud transcurrió en un tiempo en que mujeres y niños eran contratados para trabajar en las minas durante muchas horas para ganar un mísero jornal o recibirlo en alimentos, lo que influyó en su pensamiento político futuro. Sin embargo, la época dorada de la Sierra minera de Cartagena-La Unión empezaba a terminar y la actividad económica empezó a decaer, radicalizándose las ideas del pasado romántico para dar paso a unas más realistas y concienciadas con las necesidades sociales.
En este periodo además José García fue citado a un duelo con pistola junto a las tapias del Cementerio Viejo del barrio de Santa Lucía suceso que él explicaba con buen humor y en el que no sucedió nada grave afortunadamente.
Durante su vida política fue víctima de tres atentados. En un mitin electoral de su partido le dispararon en Fuente Álamo de Murcia. También le dispararon otra vez en el edificio de su propio despacho en la calle Puerta de Murcia en Cartagena. Pero el más célebre de ellos fue cuando le dispararon en plena calle Mayor, en medio de una grande y entusiasta manifestación de personas que habían ido a recibirlo a la estación de ferrocarril, con motivo de ciertas mejoras que había obtenido en Madrid para los Maquinistas de la Armada y para el horario laboral de los trabajadores del campo. Estos últimos trabajaban "de sol a sol" doce horas y José García Vaso consiguió reducirlas a ocho.
Quien le disparó fue un pobre hombre, tal vez pagado por sus adversarios. Se dio el caso notable que el mismo García Vaso, en el consiguiente juicio que se celebró contra el autor del atentado, declaró a su favor liberándolo de una pena de cárcel importante. La mujer del mismo había acudido angustiada en demanda de piedad para su marido al político atacado. Este hombre fue después uno de sus más fervientes amigos y guardaespaldas.
Su inteligencia natural y fuerza de voluntad le hicieron obtener el título de licenciado en Derecho. Estudios que había comenzado con una beca del Ayuntamiento de su ciudad y continuaron por cuenta propia en Madrid con los medios económicos que habría obtenido ayudando a repartir los productos del negocio de salazones de su padre, Manuel García.
Cuando se presenta como político a las elecciones generales es un joven en el cual están muy esperanzadas las clases sociales modestas y una gran parte de la burguesía liberal y culta con ideologías renovadoras. Sus adversarios políticos suelen ser personas poderosas y de gran relieve social que, al verle tan joven y entusiasta, intentan atraerlo hacia sí, pero al fracasar en este intento, procuran menoscabar su influencia sobre el pueblo de Cartagena. Famosa se hizo aquella frase de sus adversarios, cuando queriendo quitar importancia, en vísperas de elecciones, al partido de Vaso, para serenarse dijeron: 
-¡El partido de Vaso no son más que cuatro gatos!, como diciendo que fracasaría en su intento de salir elegido. Cuando se celebraron las elecciones y obtuvo la más rotunda victoria electoral del distrito, dicha frase sirvió para que sus partidarios tomaran como emblema político un gran bloque rectangular con "cuatro gatos". Era el llamado -Bloque Vasista-. La familia García-Vaso actual posee fotografías muy curiosas de esos momentos en los que una procesión de hombres y mujeres de Cartagena con sus familiares y amigos ascienden por las cuestas del monte de la Atalaya, para asistir a un acto de homenaje por el triunfo electoral conseguido. Por entonces ya había fundado el periódico-diario La Tierra que comenzó a funcionar con la colaboración, entre otros, de sus hermanos Julio y Adolfo, periodistas y abogados también. Adolfo murió antes de cumplir los treinta y Julio fue más tarde secretario del Ayuntamiento de Cartagena y, mucho después, de los de Jumilla y Aranjuez. 
Era la época feliz de su juventud, después de la lucha por crear un partido que le ayudara en los propósitos de conseguir una transformación más justa del ambiente social reinante y de poder sanear el Ayuntamiento de Cartagena, cuya administración de fondos dejaba mucho que desear. Los aplausos y entusiasmo de su pueblo en aquellos momentos tenían a veces que ser serenados por el mismo García-Vaso, siempre temeroso de algún acto indiscreto que pudiera conducir a acciones reprobables de sus mismos partidarios. Él y su gran amigo Diego González, en la ciudad el primero y en el campo el segundo, fueron considerados en aquel momento como los luchadores contra las injusticias sociales y amantes del progreso de aquella época determinada, a caballo entre los siglos XIX y XX.
Otra faceta interesante de su vida, fue cuando al igual que otros contemporáneos suyos sintió interés por comprobar por sí mismo cómo era la masonería en realidad, desde dentro. En 1895, García Vaso fue admitido en la logia "Los diez hermanos" con el nombre simbólico de Giordano Bruno. Allí había muchos hombres y mujeres de su ciudad, pero duró muy poco tiempo su permanencia en la logia. Pudo observar ciertos comportamientos particulares que, al parecer, no se correspondían con los principios de la masonería. Salió de ella y quedó en el recuerdo como una faceta romántica de su juventud. Ya en su ancianidad, muchos años más tarde, había de confesar ante su médico de cabecera Isidoro Raez: ¡No sé qué me ha producido más disgusto en mi vida, si el haberme hecho masón o el haber dejado de serlo...!
Todo hombre que en su vida política tiene muchos y grandes amigos, suele tener también grandes adversarios. García Vaso tuvo de todo. Aquel joven rubio de ojos claros, simpático y de gran personalidad , por fin tenía su carrera y su despacho de abogado, su periódico La Tierra y un partido político independiente. Quien le trataba personalmente le parecía que lo había conocido de toda la vida. Todo ello lo había conseguido por méritos propios. 
Alcanzada la alcaldía en 1916, tuvo que enfrentarse a unas arcas públicas mermadas y a una época de conflicto social: las empresas mineras se arruinaban y cerraban, las fortunas caían en bancarrota, los obreros emigraban o debían recurrir a la caridad. En un momento determinado se produjo una protesta de los mineros, que se dirigieron desde la sierra hacia Cartagena para manifestarse, siendo reprimidos por los militares y la Guardia Civil en los conocidos como sucesos del Descargador. Esto significó el fracaso en la política mediadora de García Vaso entre patronal y sindicatos para llegar a un acuerdo.
Sin embargo, lo que más celebridad le dio, en los años de su buena estrella, fue cuando salió elegido Diputado a Cortes por el distrito de Cartagena en 1918. Entonces ya tuvo autoridad suficiente para denunciar los desastres sociales de su tierra. Los dio a conocer a escala nacional desde los escaños del Congreso de los Diputados en Madrid. Por aquel entonces tenía de adversario político nada menos que al Conde de Romanones. A pesar de ello, esto no fue motivo suficiente para que nuestro Diputado no dijera las cosas claras cuando tomaba la palabra.

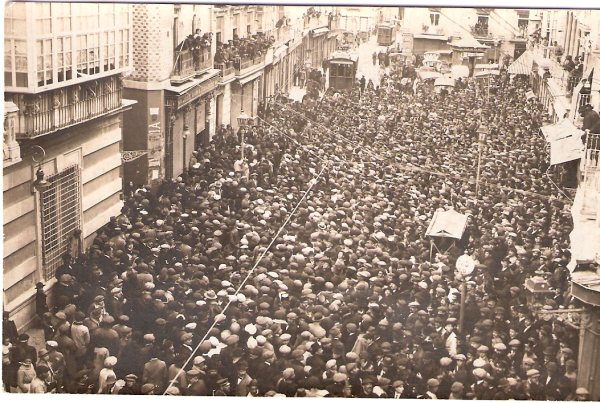
Recibimiento masivo al diputado José García Vaso en Cartagena.

Entre las páginas de un periódico de la época, apareció una caricatura en la que aparecía el Conde pronunciando un discurso en el Congreso. Al lado del mismo se veía a un empleado que, durante el discurso, le ofrecía un vaso de agua para que se aclarase la voz. Entonces, Romanones, recordando las ardorosas oposiciones dialécticas de García Vaso, lo rechazaba horrorizado, exclamando "¡No, vasos no, por favor!". Con el tiempo aquellos dos hombres se hicieron muy amigos, y el espíritu liberal y republicano de ambos terminó por unirlos en el Partido Romanonista. Todos, o casi todos sus adversarios políticos, en determinados momentos, terminaron por ser amigos suyos. Cuando declina la suerte de los políticos y se ven abandonados de los suyos, surge una especie de simpatía entre las personas dirigentes que un día pertenecieron a partidos opuestos. Así, José Maestre Pérez y José García Vaso pudieron colaborar juntos por los intereses de Cartagena. También se fueron olvidando con el paso del tiempo y sus nuevos acontecimientos, la gran oposición del señor Payá, en cuyos periódicos respectivos se decían cosas muy fuertes en vísperas de elecciones.
Cuando el político tuvo que alternar con gente importante, asistir al Congreso de los Diputados, el entusiasmo de los cartageneros hacia su paisano fue decayendo. Se murmuraba que en su casa había demasiado lujo y, cuando con la ayuda del capital reunido entre sus amigos y conocidos se construyó el Cine Sport, las murmuraciones tomaron caracteres alarmantes. El cine pudo ser un negocio magnífico en lugar de fuente de enemistades y disgustos económicos, no obstante, a pesar de los llenos de público que se producían, el local tuvo que ser arrendado y años más tarde vendido a la empresa Martínez de Alicante. García Vaso como abogado y periodista era hombre de letras y de derecho, pero no era hábil para el mundo de los negocios.

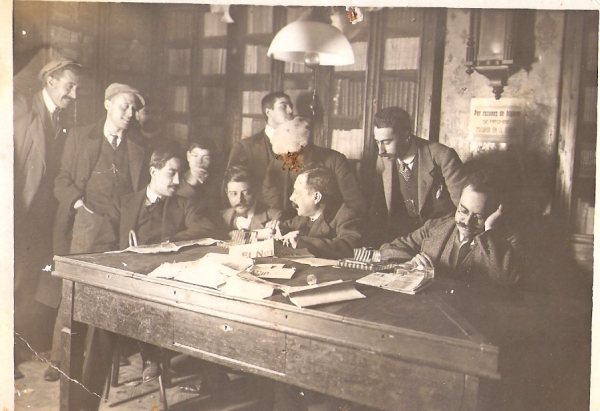
García Vaso en el periódico La Tierra.

El amor por su carrera relacionada con las leyes, le hace abandonar poco a poco la política, para dedicarse plenamente a su despacho de magnífico abogado. Hasta el final de sus días desempeñó su labor en el edificio situado en la calle Puerta de Murcia nº5. Algunos de los juicios a los que tenía que asistir fueron famosos. A ellos acudía mucha gente guiada por el interés de oírle hablar y contemplarlo. Como director y periodista de La Tierra escribió artículos y dio conferencias. Fue escritor en la intimidad de su despacho y también cuando fue detenido durante la Guerra Civil en la cárcel de San Antón. Escribió poesías y novelas inéditas. Una de estas basada en su autobiografía en la época de las luchas políticas, en la que variando los nombres denomina a Cartagena "Ciudad de Atalaya". Una de carácter social, titulada "El Suceso de la Fábrica", Otra de carácter intimista y de fin sentimental: "La mujer que al fin lloró". Poesías amargas de la Guerra Civil: "Carcelarias", etc. La familia está recopilando estas obras para una futura publicación.
El mejor amigo que el poeta Vicente Medina tuvo en Cartagena fue José García Vaso, hasta el punto que le daba a corregir sus poesías y este le decía con toda sinceridad lo que creía bien escrito y lo que debía corregir, al mismo tiempo que le alentaba a seguir escribiendo sus sentidas poesías.

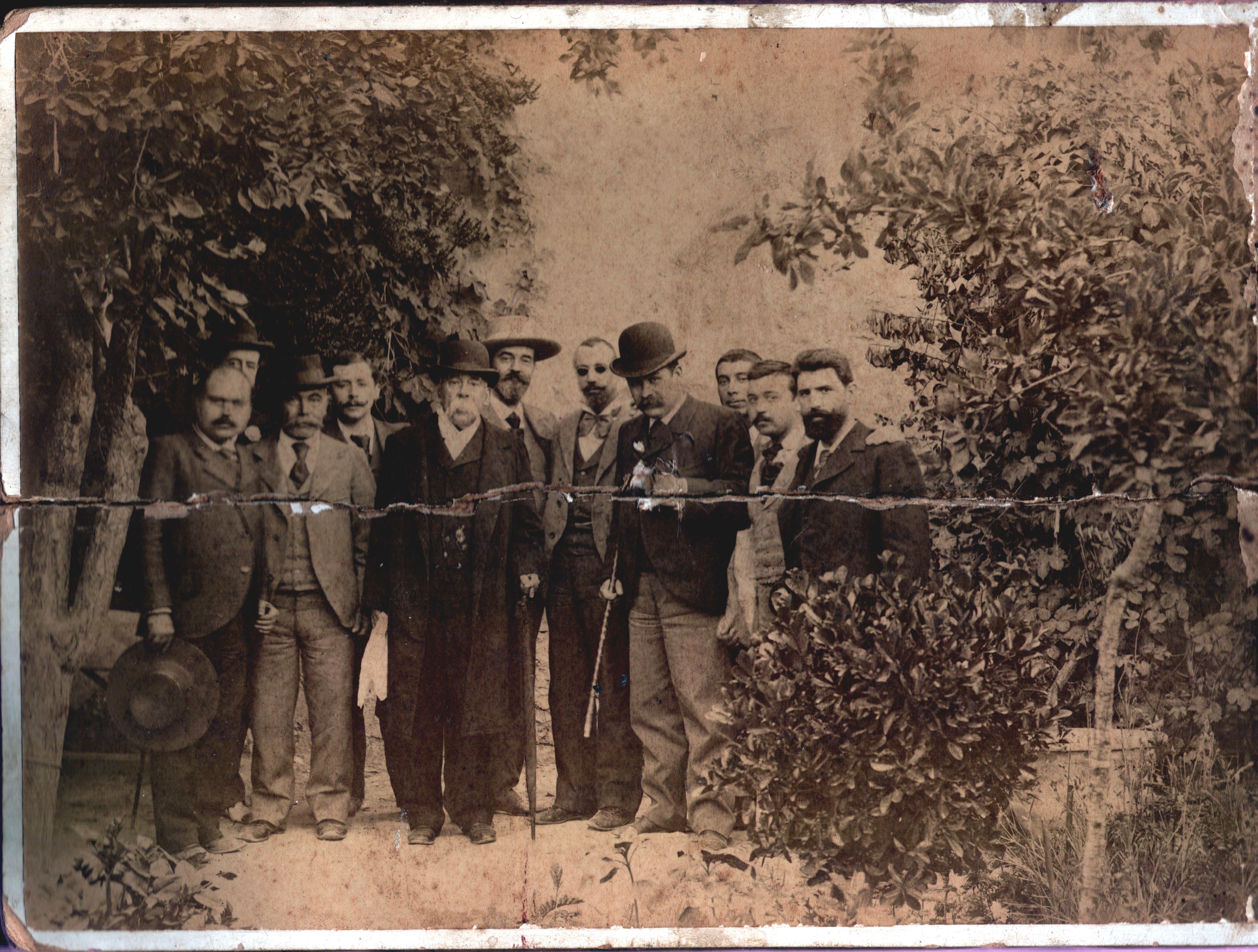
García Vaso y otros con el poeta Vicente Medina, con bigote blanco.

De su matrimonio con Pilar Navarro nacieron cinco hijos: José, Luis, Jesús, Carlos y Pilar. Los cuatro varones fueron practicantes del nuevo deporte que irrumpía con fuerza inusitada en el panorama nacional, el fútbol, aunque solo dos de ellos: Jesús (guardameta) y Carlos (defensa) lo practicaron de manera profesional durante los años 1920 y 1930. Carlos Vaso jugó en equipos de la talla del Cartagena, el Real Murcia, el Hércules de Alicante, el Real Madrid y el Real Valladolid.

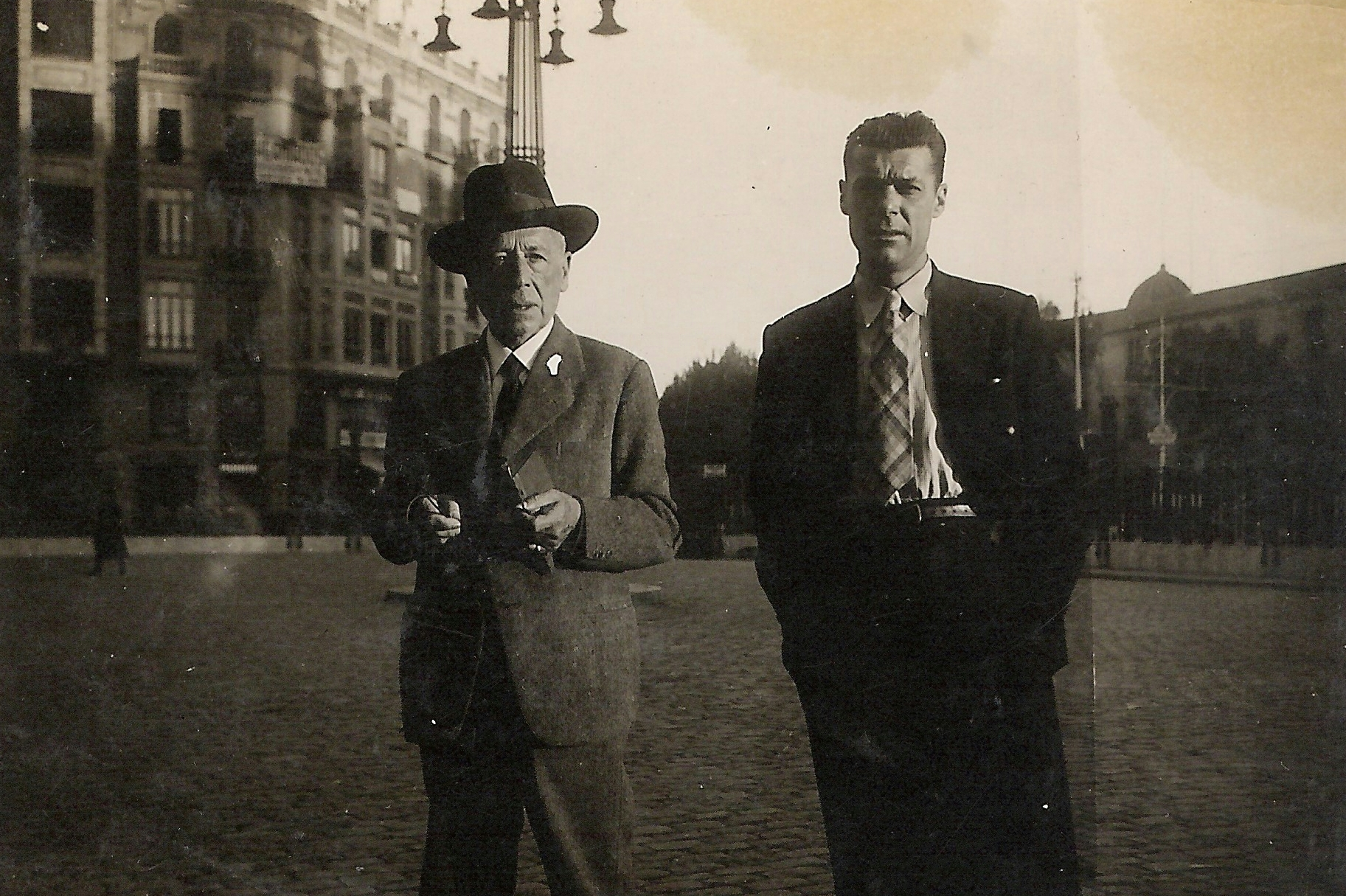
García Vaso y su hijo Carlos, futbolista.

Durante la Segunda República, García Vaso fue el presidente del Partido Autónomo local, y gran amigo de Alejandro Lerroux. Tuvo un destacado cargo en el Ministerio de Trabajo como asesor jurídico relacionado con los accidentes laborales. Se le ofreció el cargo de gobernador civil de Madrid, cargo que García Vaso no aceptó y cedió en favor de su buen amigo Javier Morata, editor de libros en la capital. Sus herederos conservan una pequeña parte de la correspondencia y fotos con algunos de los hombres más conocidos de entre sus amigos: el Conde de Romanones, Alejandro Lerroux, el poeta Vicente Medina, algún ministro, etc.

## Cronología histórica
1897- Nombrado destacado dirigente de la Juventud Republicana.
1901- Ingresa en el Partido Liberal.
1908 a 1923- Encabeza la Plataforma del Bloque cartagenero o "Bloque Vasista", aunando partidos locales de izquierdas y de derechas.
1909- Sale elegido Concejal del Ayto. de Cartagena.
1910- Sale elegido Diputado en las Cortes Generales (Partido Liberal).
1915- Sale elegido Alcalde de Cartagena (Partido Liberal).
1916- Elegido nuevamente Diputado a Cortes.
1918,1919, 1920 y 1923- Diputado a Cortes Generales.
1923 a 1930- Con la Dictadura de Primo de Rivera se ve marginado de la política.
1931- Con la II República Española pretende junto a otros políticos la unión de liberales y conservadores (romanonistas).
1934- Forma parte de la Comisión Gestora que se hace cargo del Ayto. de Cartagena.
1936- En 1936 es encarcelado en Cartagena por la España Republicana y pasó a un hospital, pero con ayuda de un amigo escapa y  se exilia a Orán.
1939- Vuelve a España y abandona completamente la política.